# Coltrane Plays the Blues
Coltrane Plays the Blues från 1962 är ett jazzalbum med John Coltrane. Materialet spelades in i Atlantic Studios under inspelningen för My Favorite Things. När Coltranes berömmelse ökade under 1960-talet, långt efter det han hade slutat spela in för Atlantic, använde bolaget inspelningen utan Coltranes medverkan eller godkännande.

## Låtlista
Musiken är skriven av John Coltrane om inget annat anges.
1. Blues to Elvin (Elvin Jones) – 7:54
2. Blues to Bechet – 5:46
3. Blues to You – 6:29
4. Mr. Day – 7:56
5. Mr. Syms – 5:23
6. Mr. Knight – 7:31

Bonusspår på cd-utgåvan från 2000
1. Untitled original (Exotica) – 5:23
2. Blues to Elvin [alt take 1] (Elvin Jones) – 11:01
3. Blues to Elvin [alt take 3] (Elvin Jones) – 6:02
4. Blues to You [alt take 1] – 5:35
5. Blues to You [alt take 2] – 5:31

## Musiker
- John Coltrane – sopransax (spår 2, 5), tenorsax (övriga spår)
- McCoy Tyner – piano
- Steve Davis – bas
- Elvin Jones – trummor